# Ancyronyx pseudopatrolus
Ancyronyx pseudopatrolus es una especie de escarabajo acuático del género Ancyronyx, familia Elmidae, tribu Ancyronychini. Fue descrita científicamente por Freitag y Jäch en 2007.

## Descripción
La larva puede alcanzar los 3,5 milímetros de longitud.

## Distribución
Se distribuye por Palawan, en Filipinas.